# El rey escorpión: el ascenso de un guerrero
The Scorpion King 2: Rise of a Warrior (en España: El rey escorpión 2: el nacimiento de un guerrero) es una película directamente para video dirigida por Russell Mulcahy y protagonizada por Michael Copon, estrenada el 19 de agosto del 2008. La película es una precuela de El rey Escorpión y La Momia.
Cuando el joven Mathayus presencia la muerte de su padre a manos de los poderes oscuros de un malvado general, su búsqueda de venganza lo transforma en el más temido guerrero del mundo prehistórico.

## Sinopsis
El rey escorpión 2: El nacimiento de un guerrero narra los orígenes del joven Mathayus. En la antigua Acad, Mathayus crece como el hijo orgulloso de Ashur, un capitán de los Escorpiones Negros, guardaespaldas de primer nivel del Rey Hammurabi. Ashur se opone a que Mathayus entre en los Escorpiones Negros, lo que crea una enemistad con el general Sargón. 
Poco después, Ashur es asesinado y Mathayus es enviado al campo de entrenamiento durante seis años. Cuando regresa como Escorpión Negro, Sargón se ha apoderado del trono y exige una prueba cruel de lealtad ciega: asesinar a su hermano menor. 
Mathayus se niega, convirtiéndose en un héroe perseguido. Con sus amigos de juventud, Ari y Layla, así como el ingenioso griego Pollux, el acróbata chino Fung y varios guerreros mercenarios, se embarca en una búsqueda para obtener la legendaria  espada de Damocles, custodiada por la diosa Astarté.
Tras pasar por varias pruebas difíciles, como el Minotauro, el viaje a través del inframundo y un enfrentamiento mortal con la propia diosa, los jóvenes sobrevivientes logran obtener la espada. Al regresar a su reino, se encuentran con un Sargón fortalecido por la mismísima Astarté, quien pretende quemar vivos a todos los habitantes de la ciudad como sacrificios. 
Tras una intensa batalla final y la derrota de Sargón, el hijo de Hammurabi es restaurado en el trono de Acad. Layla pide entonces a Mathayus formar una familia juntos, pero el joven se niega, pues sus ansias de aventuras lo llevan a recorrer el Mundo Antiguo.

## Producción
En agosto de 2007, se anunció que Dwayne "The Rock" Johnson no repetiría su papel. En su lugar, Michael Copon fue seleccionado como el joven Mathayus, Karen David como la principal heroína, Layla, y Randy Couture como el villano principal, una versión ficticia de Sargón de Acad.

## Reparto
- Michael Copon como Mathayus, el Escorpión Negro.
- Pierre Marais como el joven Mathayus.
- Karen David como Layla.
- Simon Quarterman como Ari.
- Tom Wu como Fung.
- Andreas Wisniewski como Pollux.
- Randy Couture como Sargón / Sarkhan.
- Natalie Becker como Astarte.
- Jeremy Crutchley como Baldo.
- Shane Manie como Jesup.

## Recepción
El filme recibió generalmente críticas negativas.

## Secuela
Tuvo una secuela, también directamente para video, lanzada el 10 de enero de 2012, llamada El rey escorpión 3, con Victor Webster en el papel de Mathayus.